# Гапнарф'єрдюр
Га́пнарф'єрдюр (ісл. Hafnarfjörður — дослівно «фйорд-пристань») — місто-порт на південно-західному узбережжі Ісландії, бл. 10 км на південь від Рейк'явіка. Це третє за величиною місто в Ісландії, з населенням 28200 осіб на грудень 2016.

## Клімат
Місто знаходиться у зоні, котра характеризується морським кліматом. Найтепліший місяць — липень із середньою температурою 10 °C (50 °F). Найхолодніший місяць — січень, із середньою температурою 0 °С (32 °F).
| Клімат Гапнарф'єрдюра   | Клімат Гапнарф'єрдюра | Клімат Гапнарф'єрдюра | Клімат Гапнарф'єрдюра | Клімат Гапнарф'єрдюра | Клімат Гапнарф'єрдюра | Клімат Гапнарф'єрдюра | Клімат Гапнарф'єрдюра | Клімат Гапнарф'єрдюра | Клімат Гапнарф'єрдюра | Клімат Гапнарф'єрдюра | Клімат Гапнарф'єрдюра | Клімат Гапнарф'єрдюра | Клімат Гапнарф'єрдюра |
| Показник                | Січ.                  | Лют.                  | Бер.                  | Квіт.                 | Трав.                 | Черв.                 | Лип.                  | Серп.                 | Вер.                  | Жовт.                 | Лист.                 | Груд.                 | Рік                   |
| Середня температура, °C | 0                     | 0                     | 0                     | 2                     | 6                     | 9                     | 10                    | 10                    | 7                     | 4                     | 1                     | 0                     | 4                     |
| Норма опадів, мм        | 86                    | 78                    | 76                    | 55                    | 45                    | 44                    | 51                    | 62                    | 70                    | 86                    | 84                    | 85                    | 821                   |
| ----------------------- | --------------------- | --------------------- | --------------------- | --------------------- | --------------------- | --------------------- | --------------------- | --------------------- | --------------------- | --------------------- | --------------------- | --------------------- | --------------------- |
| Джерело: Weatherbase    |                       |                       |                       |                       |                       |                       |                       |                       |                       |                       |                       |                       |                       |

## Промисловість
За 2 км від Гапнарф'єрдюра знаходиться алюмінієва фабрика Алькан, побудована в 1969 році. В ній плавлять алюміній, фабрика є четвертою за величиною в Європі.